# Antoni Brufau
Antoni Brufau Niubó, né à Mollerussa en 1948, est un entrepreneur espagnol. Depuis 2004, il est le président du groupe pétrolier espagnol Repsol YPF.

## Biographie

### Formation
Antoni Brufau est titulaire d'une licence en sciences économiques de l'université de Barcelone et d'un master en économie de l'IESE.

### Carrière
Antoni Brufau commence sa carrière dans le cabinet Arthur Andersen où il devient directeur associé.
En 1997, Antoni Brufau devient président du groupe Gas Natural jusqu'en 2004. En 2004, il est président-directeur général du groupe La Caixa.
Membre du conseil d’administration de Repsol YPF depuis 1996, il devient président directeur-général du groupe de 2004 à 2014. Il conserve la présidence du groupe. 

### Autres mandats
- Président de la Fondation Repsol[3].
- Membre de l'European RoundTable of Industrialists[4].
- Vice-président du conseil d'administration de Gas Natural.

## Prix et récompenses
En septembre 2014 Antoni Brufau est élu « meilleur PDG de l'année » par le magazine Petroleum Economist. 